# Elorgel

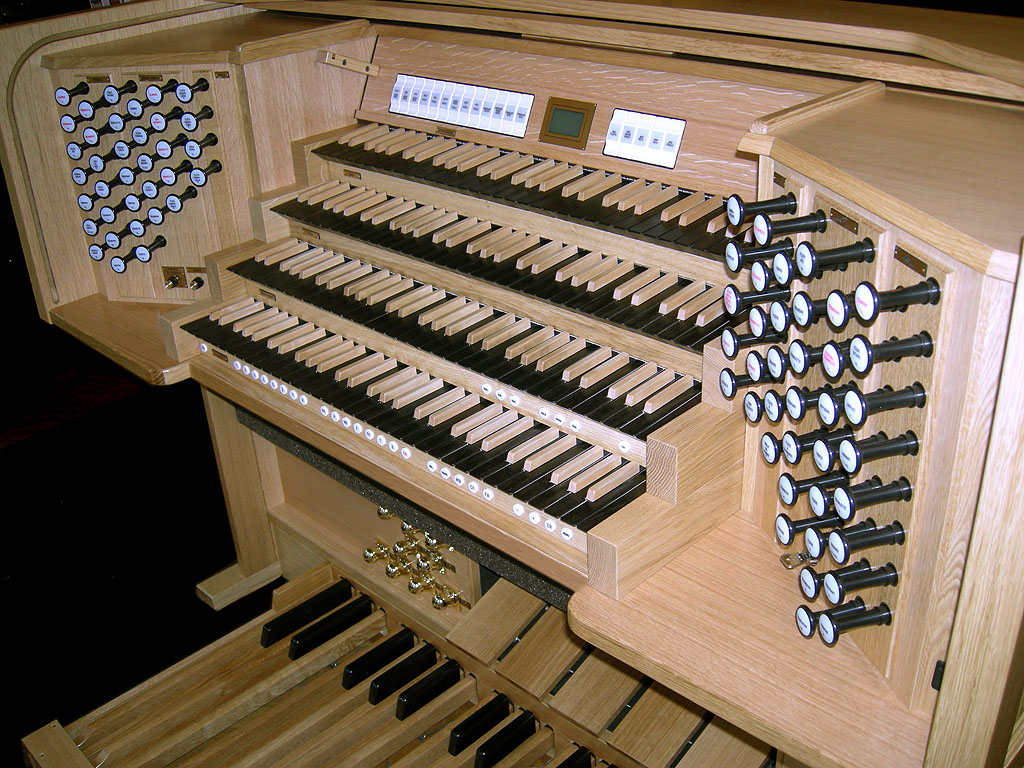
En Rembrandt-elorgel

En elorgel är ett tangentinstrument som ska efterlikna ljudet hos piporglar. Den första elorgeln var Hammondorgeln som kom 1935. Denna orgel var ett elektromekaniskt instrument. Dagens elorglar är vanligen helt digitala, men härmar ljudet hos de elektromekaniska instrumenten, antingen med hjälp av samplingar eller kretssimulering.